# Nanjing-Jangtse-Brücke
Die Nanjing-Jangtse-Brücke, oft auch Erste Nanjing-Jangtse-Brücke,  ist eine kombinierte Straßen- und Eisenbahnbrücke in Nanjing, der Hauptstadt der chinesischen Provinz Jiangsu.

## Geschichte

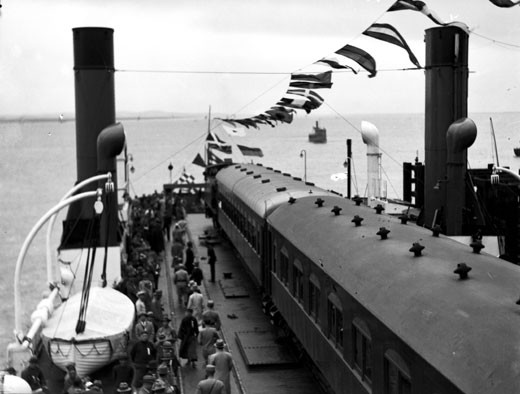
Eisenbahnfähre bei Nanjing in den 1930er-Jahren

Nach dem Zweiten Japanisch-Chinesischen Krieg war das chinesische Schienennetz in einem schlechten Zustand. Unmittelbar nach der Gründung der Volksrepublik China wurde der Wiederaufbau begonnen, sodass Mitte der 1950er-Jahre die Streckenlänge vor dem Krieg übertroffen wurde. Für den weiteren Ausbau der Eisenbahn stellten die großen, in West-Ost-Richtung verlaufenden Flüsse ein zunehmendes Problem dar, denn sie verhinderten den Zusammenschluss der entstandenen Teilnetze. Der Errichtung großer, verbindender Brücken wurde folglich große Priorität eingeräumt. Nachdem 1957 die Jangtse-Brücke in Wuhan als erste Brücke über den Jangtsekiang, den längsten Fluss Chinas, fertiggestellt wurde, folgte 1960 der Baubeginn der Nanjing-Jangtse-Brücke durch sowjetische Ingenieure, die aber während der Bauphase das Land verließen. Zuvor wurde der Jangtsekiang bei Nanjing von einer Eisenbahnfähre überquert. 1968 wurde die Brücke als erste, nicht durch ausländische Ingenieure fertiggestellte chinesische Brücke dieser Größenordnung dem Verkehr übergeben.
Für den zunehmenden Straßenverkehr wurden 2001 die Zweite Nanjing-Jangtse-Brücke, 2005 die Dritte Nanjing-Jangtse-Brücke und 2012 die Vierte Nanjing-Jangtse-Brücke eröffnet. Da der Schienenverkehr auf der zweigleisigen Jangtse-Brücke fortlaufend zunahm, wurde im Jahr 2011 rund 20 Kilometer flussaufwärts die Dashengguan-Brücke in Betrieb genommen, die über sechs Gleise für den Hochgeschwindigkeitsverkehr und die U-Bahn Nanjing verfügt.

## Beschreibung
Die Nanjing-Jangtse-Brücke besteht aus einer Stahlkonstruktion, auf deren Oberdeck sich eine vierspurige Straße befindet, während im Unterdeck die Bestandsstrecke der Eisenbahn von Peking nach Shanghai verläuft. Die Stahlkonstruktion, die über den Jangtsekiang führt, hat eine Länge von 1.557 Metern. An beiden Seiten schließen sich Zufahrtsrampen für den Straßen- und Schienenverkehr an, sodass sich die Gesamtlänge der Brücke auf 4.589 Meter für den Straßenverkehr und 6.772 Meter für den Schienenverkehr beläuft. Zum Zeitpunkt der Eröffnung war die Jangtse-Brücke die längste kombinierte Bahn- und Straßenbrücke weltweit. Auf dem Oberdeck sind zwei Meter breite Fußwege vorhanden. An den Brückenköpfen befinden sich Türme mit öffentlich zugänglichen Aussichtsplattformen sowie im Zusammenhang mit der Kulturrevolution stehende Skulpturen, die Arbeiter, Bauern, Soldaten, Schüler und Geschäftsleute repräsentieren sollen. Auf dem Oberdeck der Brücke sind im Geländer zudem zahlreiche Reliefs aus Gusseisen eingelassen. Über 1.500 Strahler sorgen nachts für die Beleuchtung der Stahlkonstruktion.
Die Nanjing-Jangtse-Brücke ist als Ausgangspunkt zahlreicher Suizidversuche bekannt geworden. Bisher sind mindestens 2.000 solcher Fälle bekannt. In diesem Zusammenhang sorgte die Geschichte des Chinesen Chen Si für Aufsehen, der durch regelmäßige Kontrollgänge entlang der Fußwege über 300 Menschen vom Selbstmord abhielt.

Bilder der Jangtse-Brücke
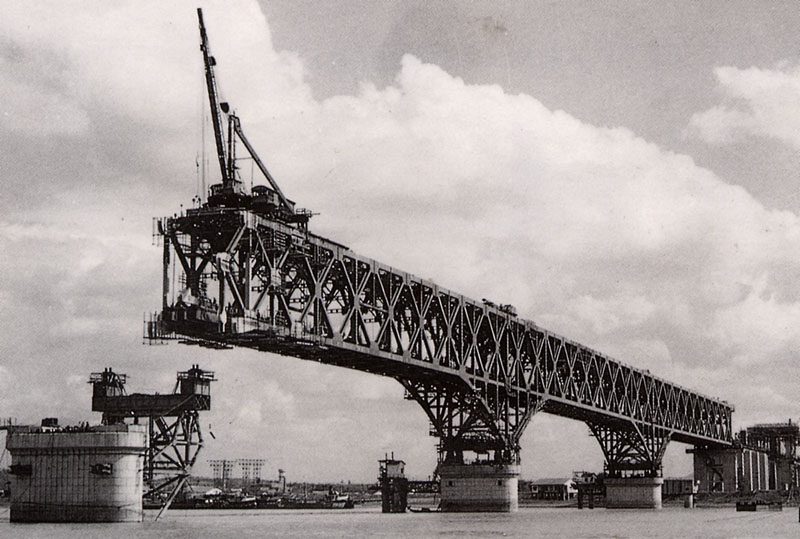
Bau der Brücke
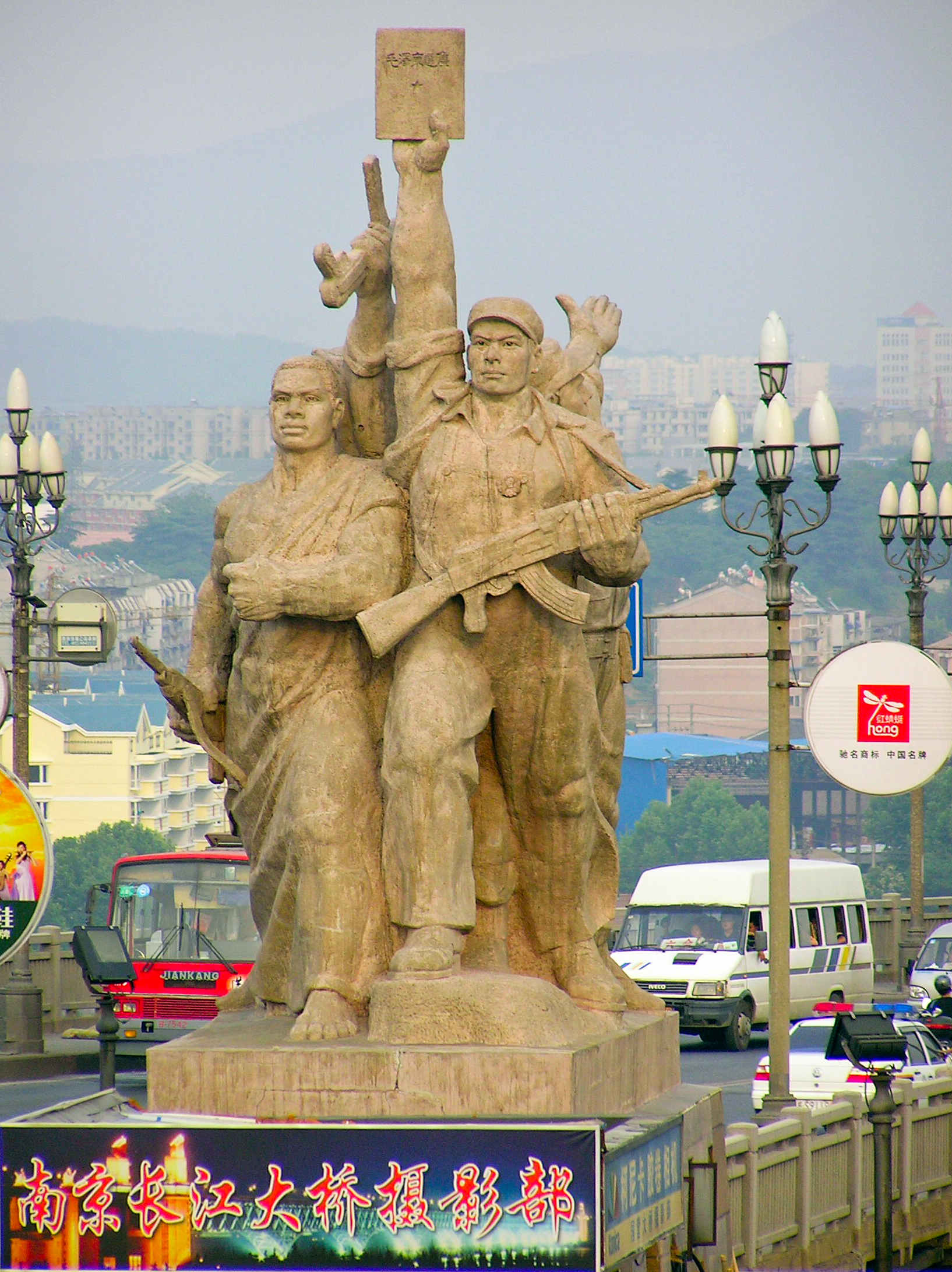
An den Brückenköpfen befinden sich Statuen
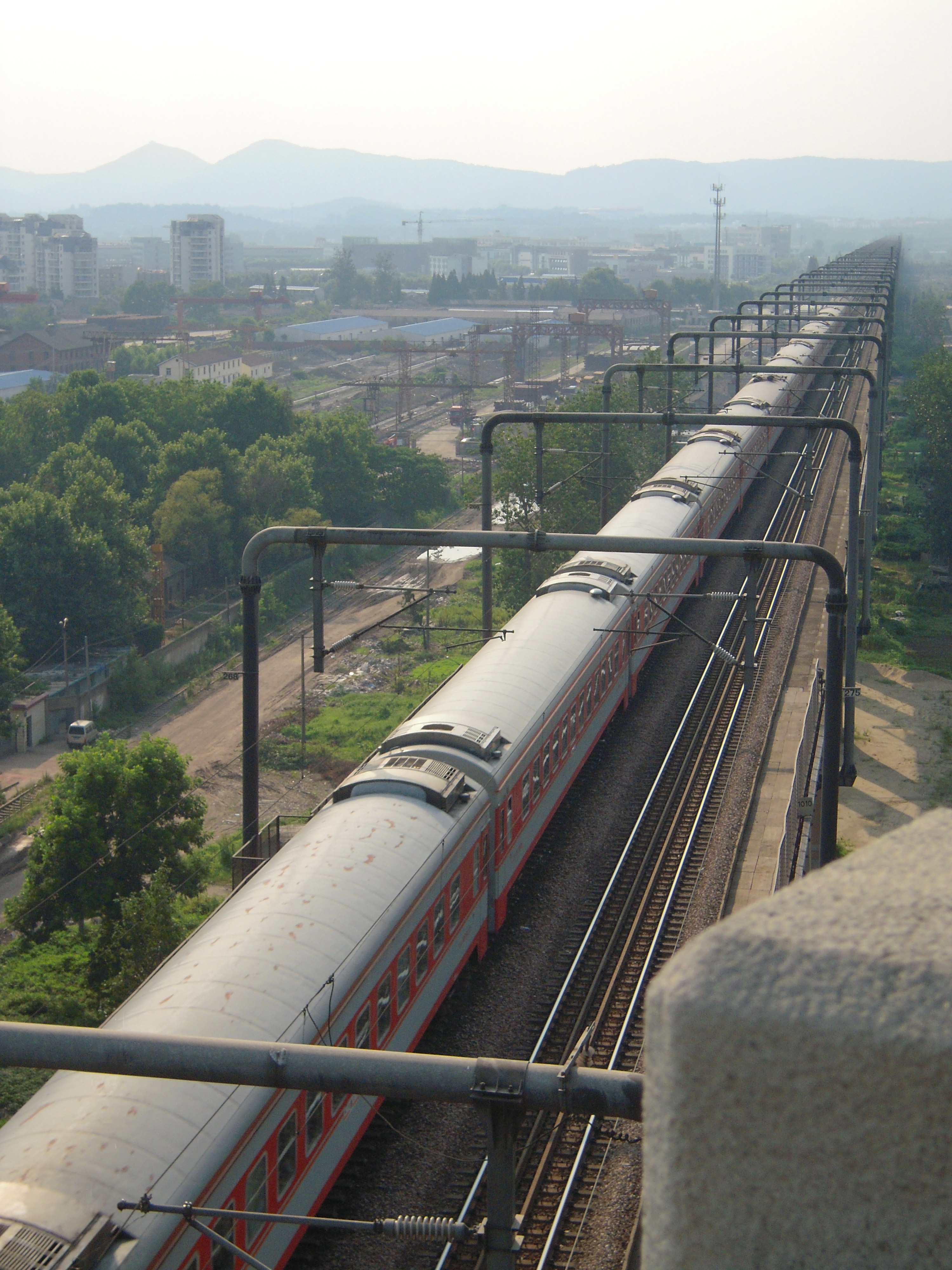
Personenzug der CR auf der Zufahrtsrampe zur Jangtse-Brücke
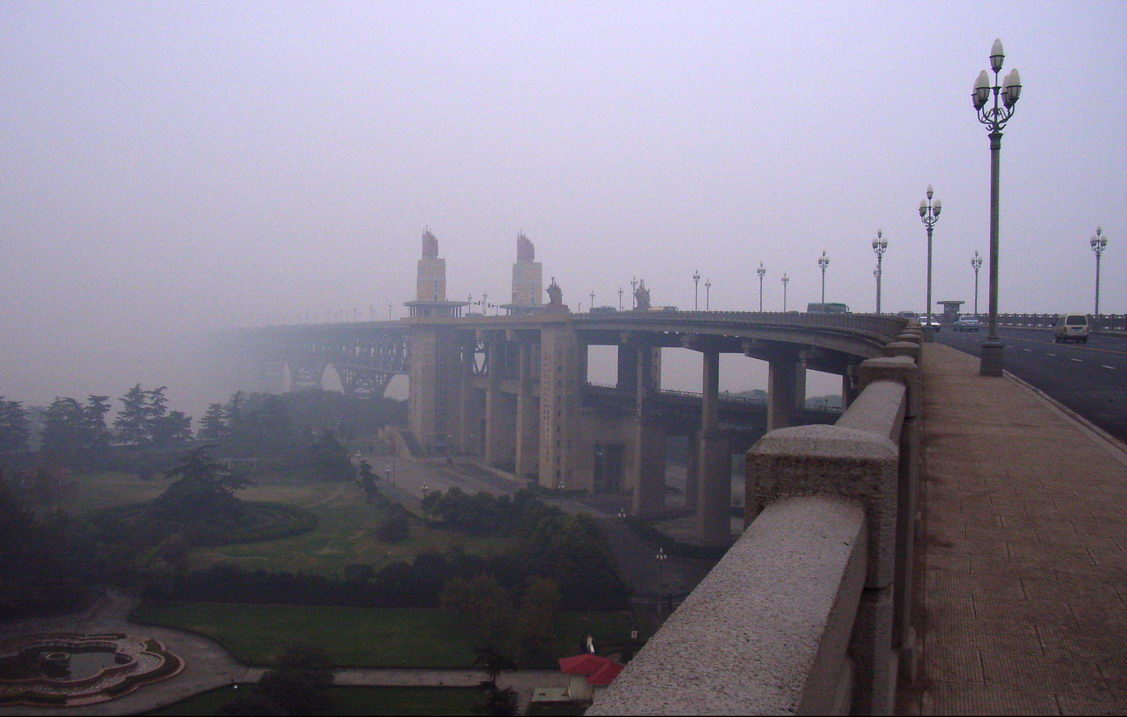
Blick vom Fußweg auf dem Oberdeck
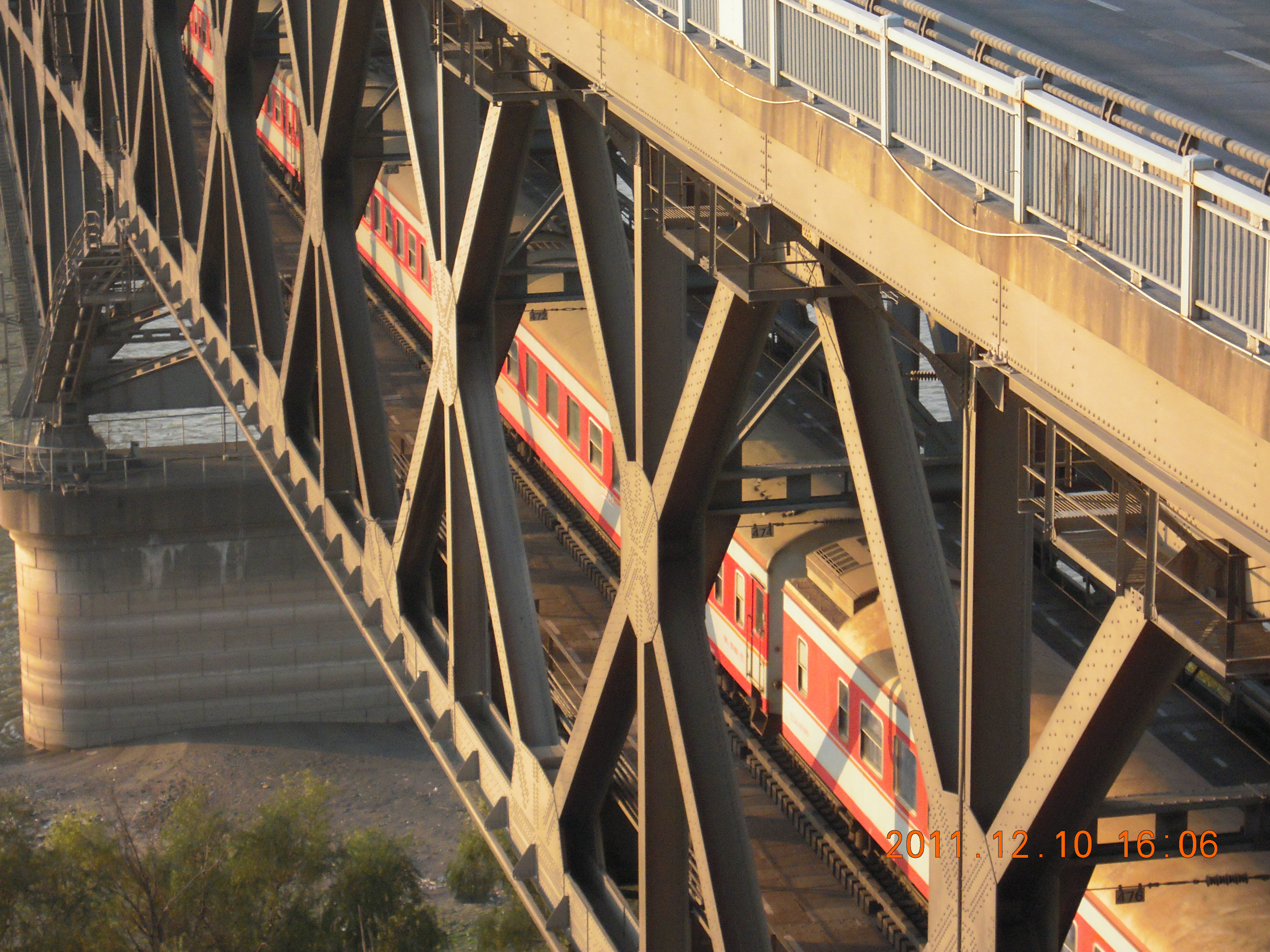
Zug im unteren Teil der Brücke